# 김주호 (경영인)
김주호(金周鎬, 1960년 5월 3일 ~ 2013년 5월 26일, 서울)는 대한민국의 예술 경영인이다.
장충고등학교를 졸업하고 고려대학교 문과대학 노어노문학과 및 동대학원을 졸업하였으며 런던시티대학원 예술행정학을 전공했다.
예술의 전당 공채1기 출신으로 LG아트센터, 메타컨설팅 대표 컨설턴트를 거쳐 한국문화예술교육진흥원 초대 원장을 역임했다. 한국예술종합학교와 중앙대학원 교수로 제자들을 교육했으며 서울시립교향악단 대표이사와 롯데 콘서트홀 대표이사도 역임했다. 2013년 5월 26일 새벽 심장마비로  별세하였다. 향년 54세
유족으로는 모친과 부인 그리고 아들과 딸이 있다.